# Gustavo Moura
Gustavo Moura e Souza (ur. 12 czerwca 1996 w Maripá de Minas) – brazylijski piłkarz występujący na pozycji napastnika, od 2025 roku zawodnik indonezyjskiego PSIS Semarang.